# Oficyna Wydawnicza „Vocatio”
Oficyna Wydawnicza „Vocatio” – wydawnictwo założone w 1991 roku w Warszawie specjalizujące się w wydawaniu książek dla dzieci, poradników, powieści, oraz publikacji naukowych związanych z religią (m.in. z biblistyką). Wydawane serie książkowe to m.in. „Prymasowska Seria Biblijna”, „Z Biblią przez życie – pod patronatem Prymasa Polski”, „Rozprawy i Studia Biblijne”, „Biblioteka Dialogu”.